# لا فايد دي بويريبا
بلدية لا فايد دي بويريبا (بالإسبانية: La Vid de Bureba)‏, هي إحدى بلديات مقاطعة برغش, التي تقع في منطقة قشتالة وليون, والتي تقع في شمال غرب إسبانيا.
يبلغ عدد سكانها 41 نسمة وفقاً لإحصائية سنة (2002).